# Atlético Levante Unión Deportiva
L'Atlético Levante Unión Deportiva è una società calcistica spagnola, squadra riserve del Levante.
Milita in Tercera Federación, quinta serie del campionato spagnolo di calcio.

## Storia
Fondato nel 1962 dall'unione di due precedenti società cittadine (U.D. Malvarrosa e C.D. Portuarios), ha assunto la denominazione originale di Atlético dopo aver trascorso diversi anni come Levante B. 
La squadra milita attualmente in Segunda División B, il terzo livello del calcio spagnolo.

## Palmarès

### Competizioni nazionali
- Tercera División: 1

2017-2018

### Altri piazzamenti
- Tercera División:

Secondo posto: 2011-2012, 2014-2015
Terzo posto: 2001-2002